# Jeanne Fusier-Gir
Pour les articles homonymes, voir Gir.
Jeanne Fusier-Gir, née Jeanne Fusier le 22 avril 1885 au 53 rue Lafayette à Paris IXe et morte le 24 avril 1973 à Maisons-Laffitte (Yvelines), est une actrice française. À ses débuts, elle apparaît sous le nom de Jane Fusier, puis Fusier-Gir après son mariage avec le peintre Charles Gir.

## Biographie
Fille de l'artiste dramatique Léon Fusier et de Isabelle Adolphine Mulot, Jeanne Fusier fut une des élèves de Firmin Gémier et une des interprètes préférées de Sacha Guitry qu'elle connut quand elle avait 16 ans.
Dans Le diable boiteux, elle a été Marie-Thérèse Champignon, un amour de jeunesse de Talleyrand, dans La Poison, la fleuriste.

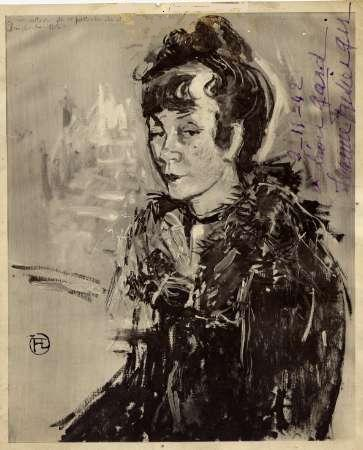
Jeanne Fusier-Gir, portrait par Léon Gard (1942), pour la création de la pièce de Sacha Guitry, N’écoutez-pas Mesdames.

Au théâtre, elle a joué dans des opérettes et des pièces comme No, No, Nanette de Vincent Youmans ; Une nuit chez vous, Madame de Jean de Létraz ; Il y a longtemps que je t'aime de Jacques Deval ; Une femme trop honnête d'Armand Salacrou ; Coralie et Cie de Maurice Hennequin et Albin Valabrègue, etc.
Au cinéma, de même que Pauline Carton et Alice Tissot, elle tient un « second rôle » dans une multitude de films, mise en scène aussi bien par Loubignac, Couzinet, Cammage... et acquiert une popularité auprès du public qui aime la retrouver, grâce à la vivacité de son jeu et à sa voix bien reconnaissable. Dans Tu m'as sauvé la vie, comtesse de Morhange, elle tombait amoureuse de Fernandel, comme d'ailleurs dans Les Cinq Sous de Lavarède de Maurice Cammage. Elle tourna aussi notamment avec Henri-Georges Clouzot et Jacques Becker dans Falbalas où elle dirige les petites mains d'une grande maison de couture.
Épouse du peintre et caricaturiste Charles Gir (né Charles Félix  Girard - 1883-1941), depuis le 12 octobre 1911, elle était la mère de François Gir, réalisateur de télévision (1920-2003) et de Françoise Lamy, née Girard (1925-1999). Elle est inhumée auprès de son mari et de son fils au cimetière de Grisy-les-Plâtres.

## Filmographie

### Période muette
- 1909 : La Peau de chagrin de Michel Carré
- 1910 : Robe de fiançailles Production E-ACAD
- 1912 : La Poupée hollandaise Production E-ACAD
- 1929 : Le Crime de Sylvestre Bonnard d'André Berthomieu

### Période 1930-1939
- 1930 : Les Vacances du diable d'Alberto Cavalcanti : la standardiste
- 1930 : Chérie de Louis Mercanton : Mayme
- 1931 : Le Cheval du cinquième de Robert Rips - (court métrage)
- 1931 : Une idée de génie de Louis Mercanton - (court métrage)
- 1931 : Le Voisin du dessus de André Chotin - (court métrage)
- 1931 : Une histoire entre mille de Max de Rieux
- 1931 : Un homme en habit de René Guissart
- 1931 : Quand te tues-tu ? de Émile Couzinet : Virginie
- 1931 : La Vagabonde de Solange Bussi : Margot
- 1931 : La Couturière de Lunéville de Harry Lachmann : Léonie
- 1931 : La Chance de René Guissart : la concierge
- 1931 : Rien que la vérité de René Guissart : Mlle de Sampa-Larose
- 1932 : Maquillage de Karl Anton
- 1932 : Baby de Karel Lamač et Pierre Billon : la comtesse de Brétigny
- 1932 : La Femme poisson de Louis Mercanton - (court métrage)
- 1932 : Heure d'été de Robert Bossis - (court métrage)
- 1932 : Le Chien qui parle de Robert Rips - (court métrage)
- 1932 : Allô, Mademoiselle ! de Maurice Champreux : Adèle, la soubrette
- 1932 : Les As du turf de Serge de Poligny : la directrice de l'atelier
- 1932 : Quick de Robert Siodmak : l'amoureuse de Maxime
- 1932 : Ce cochon de Morin de Georges Lacombe
- 1932 : Maruche ou Restez dîner de Robert Péguy - (court métrage) : Marie
- 1932 : Retour au bercail - (court métrage)
- 1932 : Grains de beauté de Pierre Caron : Jacqueline
- 1933 : Rien que des mensonges de Karl Anton : Colombe
- 1933 : L'Héritier du Bal Tabarin de Jean Kemm : la boniche
- 1933 : Je te confie ma femme de René Guissart : la domestique
- 1933 : Le Coq du régiment de Maurice Cammage
- 1933 : Crainquebille de Jacques de Baroncelli : Mme Bayard
- 1933 : L'Assassin est ici de Robert Péguy - (court métrage)
- 1933 : Coquin de sort d'André Pellenc : Hortense Vouzon
- 1933 : Jacqueline fait du cinéma de Jacques Deyrmon - (court métrage)
- 1933 : Je suis un homme perdu de Edmond T. Gréville - (court métrage)
- 1933 : Quatre à Troyes de Pierre-Jean Ducis - (court métrage)
- 1934 : Un tour de cochon de Joseph Tzipine
- 1934 : Le Miroir aux alouettes de Hans Steinhoff et Roger Le Bon : la passagère
- 1934 : La Cinquième Empreinte de Karl Anton : la fleuriste
- 1934 : Prince de minuit de René Guissart
- 1934 : Roi de Camargue de Jacques de Baroncelli
- 1934 : L'Affaire Sternberg de Robert Péguy - (court métrage) : Madame Bechu
- 1934 : Un bout d'essai de Walter Kapps et Emil G. de Meyst - (court métrage)
- 1934 : Studio à louer de Jean-Louis Bouquet : la concierge, la mère d'Estelle
- 1934 : Les Suites d'un premier lit, moyen métrage de Félix Gandéra : Blanche
- 1935 : Couturier de mon cœur de René Jayet et Raymond de Cesse
- 1935 : Divine de Max Ophüls : Mme Nicou, la concierge
- 1935 : La Coqueluche de ces dames de Gabriel Rosca
- 1935 : Retour au paradis de Serge de Poligny : la baronne de Pimbêche
- 1935 : Voyage d'agrément de Christian-Jaque
- 1935 : Le Coup de trois de Jean de Limur : Mme Popolka
- 1935 : Ernest a le filon de Andrew F. Brunelle - (court métrage)
- 1935 : Monsieur Prosper de Robert Péguy - (court métrage)
- 1935 : Et moi, j'te dis qu'elle t'a fait de l'œil de Jack Forrester : Anne-marie
- 1936 : Train de plaisir de Léo Joannon : Mlle Culpas
- 1936 : L'Homme du jour de Julien Duvivier : la chanteuse
- 1936 : Les Gaietés du palace de Walter Kapps : la comtesse de Malpeignet
- 1936 : Pantins d'amour de Walter Kapps : Madame Dubois
- 1936 : La Reine des resquilleuses de Max Glass et Marco de Gastyne
- 1936 : Blanchette de Pierre Caron : Mme Michu
- 1936 : Une poule sur un mur de Maurice Gleize
- 1936 : La Loupiote de Jean Kemm : la mère de Ballot
- 1936 : Marinella de Pierre Caron : Mme Irma
- 1936 : Œil de lynx, détective   de  Pierre-Jean Ducis : Mme Gorien
- 1937 : Trois Artilleurs au pensionnat de René Pujol : Désirée, l'institutrice
- 1937 : Claudine à l'école de Serge de Poligny : Mlle Griset
- 1937 : À minuit, le 7 de Maurice de Canonge : Mme Pichecolle, la concierge
- 1937 : Cinderella de Pierre Caron : Mme Mataplan
- 1937 : Un soir à Marseille de Maurice de Canonge : la femme de ménage
- 1937 : Boulot aviateur de Maurice de Canonge : la cuisinière
- 1937 : Mon député et sa femme de Maurice Cammage
- 1937 : Miarka, la fille à l'ourse de Jean Choux : la gouvernante
- 1937 : Un carnet de bal de Julien Duvivier : la marchande de journaux
- 1937 : La Citadelle du silence de Marcel L'Herbier : la fille du majordome
- 1938 : Les Femmes collantes de Pierre Caron : la bonne des Mourillon
- 1938 : La Route enchantée de Pierre Caron : Gwendeline
- 1938 : Gosse de riche de Maurice de Canonge : Mme Victor
- 1938 : Petite Peste de Jean de Limur : Mlle Mustel
- 1938 : La Marraine du régiment de Gabriel Rosca
- 1938 : Mon curé chez les riches de Jean Boyer : la dame patronnesse
- 1938 : Place de la Concorde de Carl Lamac : la lectrice à la radio
- 1938 : Remontons les Champs-Élysées de Sacha Guitry
- 1939 : Les Cinq Sous de Lavarède de Maurice Cammage : la princesse Djali
- 1939 : L'Intrigante de Émile Couzinet : Angèle
- 1939 : Narcisse de Ayres d'Aguiar : la tante
- 1939 : Tourbillon de Paris de Henri Diamant-Berger : Madame Marceline
- 1939 : Gargousse de Henry Wulschleger : Anaïs Lebrennois
- 1939 : Le Feu de paille de Jean Benoît-Lévy : Mme Goulevin, la concierge
- 1939 : Le Chemin de l'honneur de Jean-Paul Paulin : Augustine, la bonne
- 1939 : Une main a frappé de Gaston Roudès : la voyante Cléopâtre

### Période 1940-1949
- 1940 : Ils étaient cinq permissionnaires de Pierre Caron : Mlle Prune
- 1940 : L'Irrésistible rebelle ou Une idée à l'eau de Jean-Paul Le Chanois
- 1941 : Pêchés de jeunesse de Maurice Tourneur : Henriette Noblet
- 1941 : Le Destin fabuleux de Désirée Clary de Sacha Guitry : Albertine, la servante
- 1942 : L'Honorable Catherine de Marcel L'Herbier : une invitée
- 1942 : L'ange gardien de Jacques de Casembroot : Mademoiselle Boulommier
- 1943 : Monsieur des Lourdines de Pierre de Hérain : Perrette
- 1942 : Le Voile bleu de Jean Stelli : Mlle Eugénie
- 1943 : La Cavalcade des heures d'Yvan Noé : la femme de Léon
- 1943 : Marie Martine d'Albert Valentin : Mlle Crémier
- 1943 : Donne-moi tes yeux de Sacha Guitry : Clotilde
- 1943 : Le Corbeau de Henri-Georges Clouzot : la mercière
- 1943 : La Malibran de Sacha Guitry : la concierge
- 1943 : Vingt-cinq ans de bonheur de René Jayet : tante Béatrice
- 1943 : Coup de tête de René Le Hénaff : Mme Lambercier
- 1944 : Falbalas de Jacques Becker : Paulette
- 1945 : Paméla, de Pierre de Hérain : La Montensier
- 1945 : Madame et son flirt de Jean de Marguenat : la vraie Léa
- 1945 : L'Insaisissable Frédéric de Richard Pottier : Justine
- 1945 : Trente et quarante de Gilles Grangier : Agathe
- 1946 : Nuit sans fin de Jacques Séverac : la mercière
- 1947 : Plume la poule, de Walter Kapps
- 1947 : Quai des Orfèvres d'Henri-Georges Clouzot : Pâquerette, la dame du vestiaire
- 1947 : Le Diamant de cent sous de Jacques Daniel-Norman
- 1947 : Une mort sans importance d'Yvan Noé : Joséphine
- 1947 : Bichon de René Jayet : tante Pauline
- 1947 : Mademoiselle s'amuse de Jean Boyer : Agathe
- 1948 : Le voleur se porte bien de Jean Loubignac : Mme Dumontier
- 1948 : Le diable boîteux de Sacha Guitry : Marie-Thérèse Champignon
- 1948 : La Voix du rêve de Jean-Paul Paulin : Amélie
- 1948 : Ma tante d'Honfleur de René Jayet : Mme Dorlange
- 1948 : Deux amours de Richard Pottier : Poucette
- 1949 : Toâ de Sacha Guitry : Maria La Huchette
- 1949 : Le Trésor de Cantenac de Sacha Guitry : Mme Lacassagne, la mercière
- 1949 : Le Martyr de Bougival de Jean Loubignac : maître Brigitte
- 1949 : Tête blonde de Maurice Cam : Mélanie
- 1949 : Millionnaires d'un jour d'André Hunebelle : Louise
- 1949 : Menace de mort de Raymond Leboursier : Mme Jeanne
- 1949 : Miquette et sa mère d'Henri-Georges Clouzot : Mlle Poche
- 1949 : À la culotte de zouave de Henri Verneuil - (court métrage)

### Période 1950-1959
- 1950 : Tu m'as sauvé la vie de Sacha Guitry : la comtesse de Morhange
- 1950 : Le Clochard milliardaire de Léopold Gomez : Marie
- 1950 : Coq en pâte de Carlo Felice Tavano : tante Clémentine
- 1950 : Et moi j'te dis qu'elle t'as fait d'l'œil de Maurice Gleize : Mme Lespinois
- 1951 : Mon phoque et elles de Pierre Billon : Mme Pierrat
- 1951 : Min vän Oscar de Pierre Billon et Ake Ohberg - (version suédoise du film précédent)
- 1951 : Deburau de Sacha Guitry : Mme Raboin
- 1951 : La Poison de Sacha Guitry : la fleuriste
- 1951 : Les Deux Monsieur de Madame de Robert Bibal : Mme Chèvre
- 1951 : Chacun son tour d'André Berthomieu : la baronne
- 1951 : L'Amour, Madame de Gilles Grangier : Berthe
- 1952 : Buridan, héros de la Tour de Nesle de Émile Couzinet : Gillonne
- 1952 : Le Trou normand de Jean Boyer : Maria, la servante
- 1952 : Le Curé de Saint-Amour d'Émile Couzinet : la marquise de Saint-Ange
- 1952 : Monsieur Taxi d'André Hunebelle : Mme Angèle, la patronne d'une maison de rendez-vous
- 1952 : Quand te tues-tu ? de Émile Couzinet : Virginie
- 1952 : Les femmes sont des anges de Marcel Aboulker : Léontine
- 1952 : Des quintuplés au pensionnat de René Jayet : Mme Adélaïde
- 1952 : Bacchus mène la danse de Jacques Houssin - (Film resté inachevé)
- 1953 : Belle Mentalité ! d'André Berthomieu : Mme Fleury
- 1953 : La Famille Cucuroux d'Émile Couzinet : Célestine
- 1953 : Piedalu député de Jean Loubignac
- 1953 : La rafle est pour ce soir de Maurice Dekobra : Mme Vernaux
- 1953 : Faites-moi confiance de Gilles Grangier : Mme Vréture
- 1954 : Si Versailles m'était conté... de Sacha Guitry : une révolutionnaire
- 1954 : Les Fruits de l'été de Raymond Bernard : Mademoiselle
- 1954 : Le Congrès des belles-mères d'Émile Couzinet : la baronne de Courtebise
- 1954 : Napoléon de Sacha Guitry : Mme Leroy (coupée au montage)
- 1955 : Les Révoltés (Il mantello rosso) de Giuseppe Maria Scotese
- 1955 : Treize à table d'André Hunebelle : la tante
- 1955 : Si Paris nous était conté de Sacha Guitry : l'aubergiste
- 1955 : Mannequins de Paris d'André Hunebelle : Gabrielli
- 1956 : Les Sorcières de Salem de Raymond Rouleau : Martha Corey
- 1956 : Le Septième Commandement de Raymond Bernard : tante Amélie
- 1956 : Les carottes sont cuites de Robert Vernay : Hélène, une amie fidèle des Boyer
- 1956 : Ah ! Quelle équipe de Roland Quignon : la concierge
- 1957 : C'est arrivé à 36 chandelles d'Henri Diamant-Berger : elle-même
- 1957 : Les Vignes du Seigneur de Jean Boyer : la tante Aline Tremplin
- 1958 : Marie-Octobre de Julien Duvivier : Victorine, la gouvernante
- 1959 : À rebrousse-poil de Pierre Armand : la concierge

### Période 1960-1966
- 1960 : Au cœur de la ville de Pierre Gautherin
- 1961 : L'Éventail de Lady Windermere de François Gir : la duchesse de Berwick
- 1961 : À rebrousse-poil de Pierre Armand : la concierge
- 1962 : Du mouron pour les petits oiseaux de Marcel Carné : Mlle Pain
- 1962 : Césarin joue les étroits mousquetaires d'Émile Couzinet : Madame Dupont
- 1963 : Cadavres en vacances ou Pas folles les guêpes de Jacqueline Audry : Berthe Bordin
- 1964 : La Chance et l'amour, sketch Les Fiancés de la chance d'Eric Schlumberger : Mme Pillaud
- 1965 : Les Mordus de Paris de Pierre Armand
- 1966 : Le Jardinier d'Argenteuil de Jean-Paul Le Chanois : Son Altesse

## Théâtre
- 1903 : Antoinette Sabrier de Romain Coolus, Théâtre du Vaudeville
- 1904 : L'Esbrouffe d'Abel Hermant, Théâtre du Vaudeville
- 1905 : Monsieur Piégois d'Alfred Capus
- 1905 : Bertrade de Jules Lemaître, Théâtre de la Renaissance
- 1906 : La Griffe d'Henri Bernstein, Théâtre de la Renaissance
- 1907 : La Course du flambeau de Paul Hervieu, Théâtre Réjane
- 1907 : Raffles de Ernest William Hornung et Eugene Wiley Presbrey, Théâtre Réjane
- 1908 : L'Impératrice de Catulle Mendès, Théâtre Réjane
- 1908 : Qui perd gagne de Pierre Veber d'après Alfred Capus, Théâtre Réjane
- 1909 : La Course du flambeau de Paul Hervieu, Théâtre Réjane
- 1909 : Le Refuge de Dario Niccodemi, Théâtre Réjane
- 1909 : La Maison de danses de Fernand Nozière et Charles Müller d'après Paul Reboux, Théâtre du Vaudeville
- 1910 : César Birotteau d'après Honoré de Balzac, adaptation Émile Fabre, mise en scène Firmin Gémier, Théâtre Antoine
- 1911 : Marie-Victoire d'Edmond Guiraud, mise en scène Firmin Gémier, Théâtre Antoine
- 1912 : Les Petits de Lucien Népoty, Théâtre Antoine
- 1913 : Le Procureur Hallers de Louis Forest et Henry de Gorsse d'après Paul Lindau, mise en scène Firmin Gémier, Théâtre Antoine
- 1916 : L'École du piston de Tristan Bernard, Théâtre Antoine
- 1916 : L'Illusionniste de Sacha Guitry, Théâtre des Bouffes-Parisiens
- 1918 : Deburau de Sacha Guitry, Théâtre du Vaudeville
- 1919 : La Jeune Fille aux joues roses de François Porché, Théâtre Sarah Bernhardt
- 1925 : Le Lâche d'Henri-René Lenormand, mise en scène Georges Pitoëff, Théâtre des Arts
- 1927 : Fanny et ses gens de Pierre Scize et Andrée Méry d'après Jerome K. Jerome, mise en scène Edmond Roze, Théâtre Daunou
- 1937 : Les Précieuses ridicules de Molière, mise en scène René Rocher, Théâtre du Vieux-Colombier
- 1942 : N'écoutez pas Mesdames de Sacha Guitry, Théâtre de la Madeleine
- 1943 : À la gloire d'Antoine de Sacha Guitry, Théâtre Antoine
- 1945 : La Revue des Capucines, livret de Pierre Louki, Mauricet, Serge Veber, musique de Mitty Goldin, Perre Mercier, Raoul Moretti, mise en scène Louis Blanche, Théâtre des Capucines[4]
- 1946 : Jeux d'esprits de Noel Coward, mise en scène Pierre Dux, Théâtre de la Madeleine
- 1948 : Le Diable boiteux de et mise en scène Sacha Guitry, Théâtre Edouard VII
- 1949 : Toâ de Sacha Guitry, Théâtre du Gymnase
- 1950 : Deburau de et mise en scène Sacha Guitry, Théâtre du Gymnase
- 1951 : Une folie de et mise en scène Sacha Guitry, Théâtre des Variétés
- 1952 : Le Cocotier de Jean Guitton, mise en scène Paule Rolle, Théâtre du Gymnase
- 1952 : N'écoutez pas, mesdames ! de Sacha Guitry, mise en scène de l'auteur, Théâtre des Variétés
- 1953 : Frère Jacques d'André Gillois, mise en scène Fernand Ledoux, Théâtre des Variétés
- 1954 : Frère Jacques d'André Gillois, mise en scène Fernand Ledoux, Théâtre des Célestins
- 1954 : Carlos et Marguerite de Jean Bernard-Luc, mise en scène Christian-Gérard, Théâtre de la Madeleine
- 1955 : Il y a longtemps que je t'aime de Jacques Deval, mise en scène Jean Le Poulain, Théâtre Edouard VII
- 1955 : L'Éventail de Lady Windermere d'Oscar Wilde, mise en scène Marcelle Tassencourt, Théâtre Hébertot, 1956 : Théâtre Daunou
- 1957 : Une femme trop honnête d'Armand Salacrou, mise en scène Georges Vitaly, Théâtre Édouard VII
- 1959 : Mon père avait raison de Sacha Guitry, mise en scène André Roussin, Théâtre de la Madeleine
- 1959 : Les Choutes de Pierre Barillet et Jean-Pierre Grédy, mise en scène Jean Wall, Théâtre des Nouveautés
- 1960 : Les Glorieuses d'André Roussin, mise en scène de l'auteur, Théâtre royal du Parc, Théâtre de la Madeleine
- 1961 : Niki-Nikou de Jacques Bernard, mise en scène Christian-Gérard, Théâtre de la Potinière
- 1961 : Coralie et Compagnie de Maurice Hennequin et Albin Valabrègue, mise en scène Jean Le Poulain, Théâtre Sarah Bernhardt
- 1962 : N'écoutez pas Mesdames de Sacha Guitry, mise en scène Jacques Mauclair, Théâtre de la Madeleine
- 1963, 1964 : La Voyante d'André Roussin, mise en scène Jacques Mauclair, Théâtre de la Madeleine

## Opérettes et comédies musicales
- 1921 : Ouin-Ouin, revue de Battaille-Henri à la Gaieté Rochechouart[5].
- 1926 : No, No, Nanette comédie musicale, adaptation française au théâtre Mogador[6]